# 2321 Лужниці
2321 Лужниці (2321 Luznice) — астероїд головного поясу, відкритий 19 лютого 1980 року.
Тіссеранів параметр щодо Юпітера — 3,234.
Названий на честь річки Лужниці.